# Крейг Андерсон
Крейг Андерсон (англ. Craig Anderson; нар. 21 травня 1981, Парк-Рідж) — американський хокеїст, що грав на позиції воротаря.

## Ігрова кар'єра
Хокейну кар'єру розпочав 1998 року в складі клубу «Гвелф Сторм» (ОХЛ). Крейг був резервним воротарем тому в першому сезоні відіграв лише 21 гру в основному складі. На драфті НХЛ 1999 був обраний під 77-м загальним номером командою «Калгарі Флеймс», але продовжив свої виступи в складі «Гвелф Сторм». У сезоні 2000/01 отримав приз, як найкращий голкіпер сезону ОХЛ.

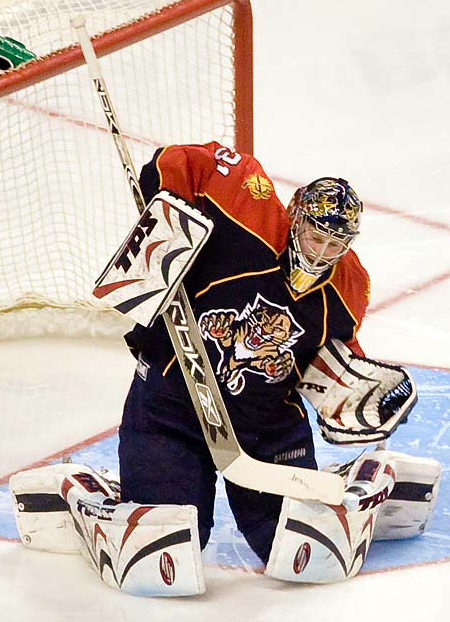
Крейг у складі «Пантерс».

Оскільки Андерсон не уклав контракт з «Калгарі Флеймс» у 1999 в 2001 року він був обраний на драфті НХЛ під 73-м загальним номером командою «Чикаго Блекгокс» з яким Крейг уклав свій перший контракт.
Свій перший сезон він провів у фарм-клубі «Норфолк Едміралс», де був резервним воротарем, відігравши лише 28 матчів у регулярному чемпіонаті та 21 хвилину в плей-оф.
Сезон 2002/03 Крейг також провів у складі «Норфолк Едміралс». 30 листопада 2002, зіграв свій перший матч за «Чикаго Блекгокс», замінивши Жослен Тібо в матчі проти «Лос-Анджелес Кінгс» (1–4). 1 грудня 2002, в другому матчі проти «Майті Дакс оф Анагайм» відбив 23 кидки але команда зазнала поразки (2–3).
Сезон 2003/04 Андерсон провів, як у складі «Едміралс» і «чорних яструбів». 22 січня 2004, Крейг зіграв перший матч на нуль відбивши 30 кидків у матчі проти «Колумбус Блю-Джекетс» 7–0. Під час локауту в наступному сезоні виступав у складі фарм-клубу.

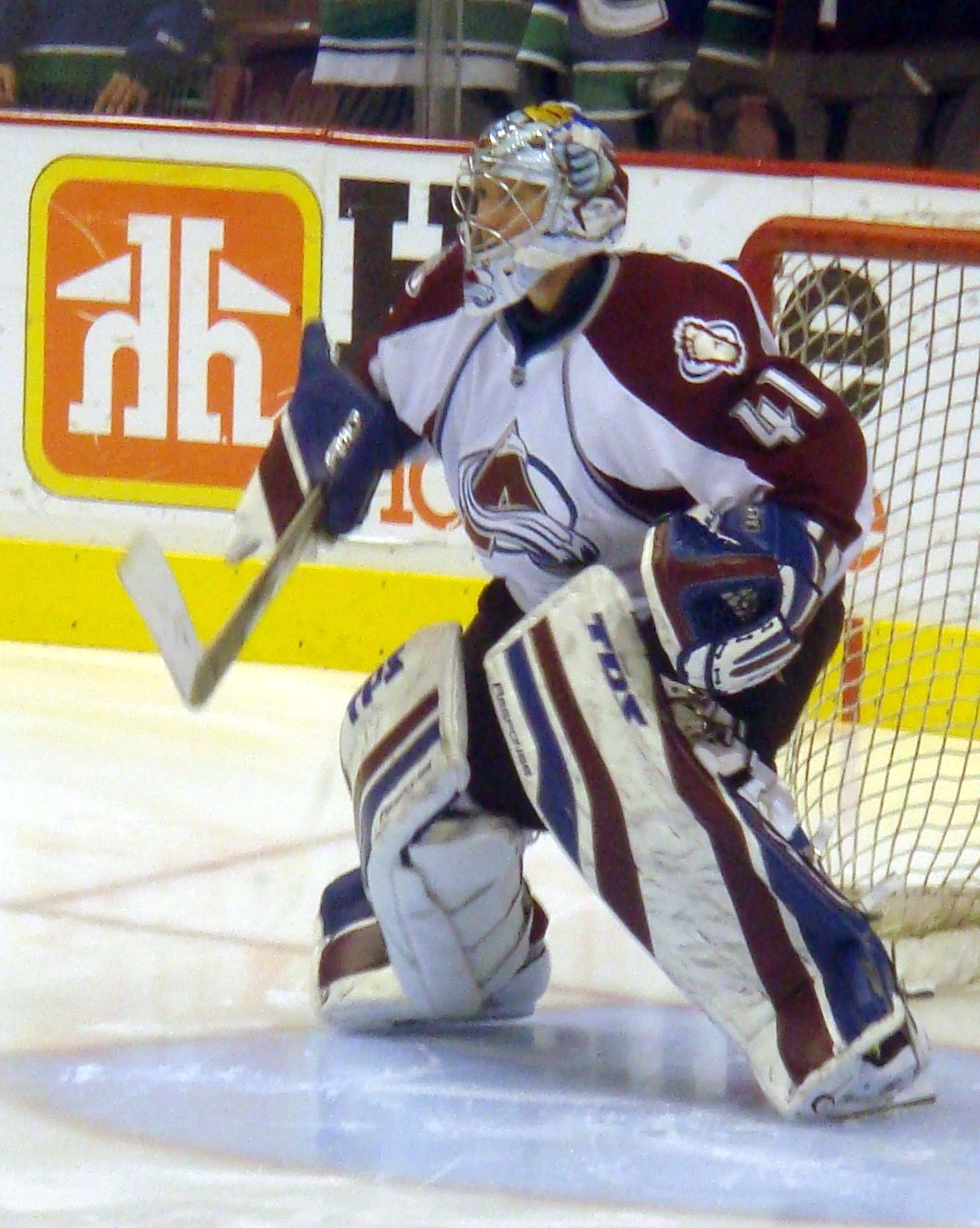
Крейг Андерсон у складі Колорадо Аваланч.

Сезон 2005/06, Андерсон провів у складі «Чикаго Блекгокс», але відіграв лише 29 матчів у решті матчів був резервним воротарем Миколи Хабібуліна.
Влітку 2006 перейшов до «Флорида Пантерс». Більшість цього сезону провів за фарм-клуб «Рочестер Американс», а навесні дебютував у складі «пантер», зокрема на його рахунку переможний матч з «Атланта Трешерс» 28 березня 2007 по булітах 3–2.
Сезон 2007/08 провів повністю в складі «пантер», де був здебільшого резервним воротарем чеха Томаша Вокоуна. В активі Крейга за підсумками регулярного чемпіонату 17 матчів, вісім з яких його команда завершила з перемогою в основний час.
Андерсон лишався резервним воротарем Томаша Вокоуна і на наступний сезон 2008/09. На рахунку Крейга 31 матч та 15 переможних матчів. 1 липня 2009, він укладає дворічний контракт з «Колорадо Аваланч».
Влітку 2009 в тренувальному таборі Андерсон виборов перше місце в словака Петера Будаї. Сам сезон став першим повноцінним у НХЛ для Крейга. З 71 матчу Крейг виграв 38, таким чином в історії команди він став четвертим воротарем після Патріка Руа, Давида Ебішера і Петера Будаї, які здобули понад 30 перемог за сезон.
14 квітня 2010, Крейг провів свою першу гру в плей-оф у переможному матчі проти «Сан-Хосе Шаркс» 2–1. Другу перемогу він здобув 18 квітня в овертаймі 1–0, відбивши 51 кидок по його воротах, зрештою ту серію «лавини» програли «акулам» 2:4. У наступному сезоні Крейг поступився в воротах Будаї і зрештою 18 лютого 2011 був проданий до клубу «Оттава Сенаторс».
21 березня 2011, Крейг укладає чотирирічний контракт з «сенаторами».
У сезоні 2011/12 він був одним із лідерів клубу, в його активі 63 матчі за основу. Згодом клуб придбав Бена Бішопа, який став резервним воротарем. У першому раунді плей-оф Кубка Стенлі «сенатори» поступились «Нью-Йорк Рейнджерс» 3:4.
Сезон 2012/13 (цей сезон був скороченим через локаут) мав стати найкращим для Андерсона за весь час виступів у НХЛ. У перших десяти матчах здобуто 6 перемог. Через що його називають серед претендентів на Трофей Везіни. За підсумками січня він стає найкращим воротарем, але все перекреслює травма отримана в матчі проти «Нью-Йорк Рейнджерс» 21 лютого 2013.
25 серпня 2014, «сенатори» оголосили про підписання трирічного контракту з Крейгом на суму $12.6 мільйонів доларів.
Сезон 2016/17 Крейг частково пропустив через онкохворобу в дружини. 11 березня 2017, Андерсон встановив новий командний рекорд серед воротарів здобувши 147-му перемогу за час виступів за «сенаторів», перевершивши рекорд Патріка Лаліма.
23 вересня 2020 було оголошено, що Андерсону не буде запропоновано продовження контракту із «сенаторами» на майбутній сезон НХЛ 2020–21.
27 грудня 2020 року Крейг перейшов до клубу «Вашингтон Кепіталс».
28 липня 2021 року підписав однорічний контракт з командою «Баффало Сейбрс» на правах вільного агента. 10 березня 2022 Андерсон здобув 300-ту перемогу в НХЛ у матчі проти «Вегас Голден Найтс» і став шостим американським воротарем який досяг такого результату. 30 червня 2022 Крейг уклав новий однорічний контракт з «Баффало Сейбрс».
23 січня 2023 року Андерсон відіграв 700-ту гру в переможному матчі 3–2 проти «Даллас Старс». Сезон 2022–23	став останнім у професійній кар'єрі гравця.

## Збірна
У складі національної збірної США виступав на двох чемпіонатах світу 2006 і 2008. Загалом у збірній зіграв сім матчів.

## Нагороди та досягнення
- Приз Білла Мастерсона — 2017.

## Статистика

### Клубні виступи
| Сезон        | Клуб                 | Ліга         | Регулярний сезон | Регулярний сезон | Регулярний сезон | Регулярний сезон | Регулярний сезон | Регулярний сезон | Регулярний сезон | Регулярний сезон | Регулярний сезон | Плей-оф | Плей-оф | Плей-оф | Плей-оф | Плей-оф | Плей-оф | Плей-оф | Плей-оф |
| Сезон        | Клуб                 | Ліга         | І                | В                | П                | Н/ПОТ            | Хв               | ПГ               | ІБГ              | ПГГ              | %ВК              | І       | В       | П       | Хв      | ПГ      | ІБГ     | ПГA     | %ВК     |
| ------------ | -------------------- | ------------ | ---------------- | ---------------- | ---------------- | ---------------- | ---------------- | ---------------- | ---------------- | ---------------- | ---------------- | ------- | ------- | ------- | ------- | ------- | ------- | ------- | ------- |
| 1998–99      | «Гвелф Сторм»        | ОХЛ          | 21               | 12               | 5                | 1                | 1006             | 52               | 1                | 3.10             | .903             | 3       | 0       | 2       | 114     | 9       | 0       | 4.74    | —       |
| 1999–00      | «Гвелф Сторм»        | ОХЛ          | 38               | 12               | 17               | 2                | 1955             | 117              | 0                | 3.59             | .903             | 3       | 0       | 2       | 114     | 9       | 0       | 4.73    | .875    |
| 2000–01      | «Гвелф Сторм»        | ОХЛ          | 59               | 30               | 19               | 9                | 3555             | 156              | 3                | 2.63             | .918             | 4       | 0       | 4       | 240     | 17      | 0       | 4.25    | .869    |
| 2001–02      | «Норфолк Едміралс»   | АХЛ          | 28               | 9                | 13               | 4                | 1568             | 77               | 2                | 2.95             | .886             | 1       | 0       | 1       | 21      | 1       | 0       | 2.85    | .938    |
| 2002–03      | «Чикаго Блекгокс»    | НХЛ          | 6                | 0                | 3                | 2                | 270              | 18               | 0                | 4.00             | .856             | —       | —       | —       | —       | —       | —       | —       | —       |
| 2002–03      | «Норфолк Едміралс»   | АХЛ          | 32               | 15               | 11               | 5                | 1795             | 58               | 4                | 1.94             | .923             | 5       | 2       | 3       | 344     | 15      | 0       | 2.62    | .920    |
| 2003–04      | «Норфолк Едміралс»   | АХЛ          | 37               | 17               | 20               | 0                | 2108             | 74               | 3                | 2.11             | .914             | 5       | 2       | 3       | 327     | 10      | 0       | 1.83    | .934    |
| 2003–04      | «Чикаго Блекгокс»    | НХЛ          | 21               | 6                | 14               | 0                | 1205             | 57               | 1                | 2.84             | .905             | —       | —       | —       | —       | —       | —       | —       | —       |
| 2004–05      | «Норфолк Едміралс»   | АХЛ          | 15               | 9                | 4                | 1                | 886              | 27               | 2                | 1.83             | .929             | 6       | 2       | 4       | 356     | 14      | 0       | 2.35    | .925    |
| 2005–06      | «Чикаго Блекгокс»    | НХЛ          | 29               | 6                | 12               | 4                | 1553             | 86               | 1                | 3.32             | .886             | —       | —       | —       | —       | —       | —       | —       | —       |
| 2006–07      | «Рочестер Американс» | АХЛ          | 34               | 23               | 10               | 1                | 2060             | 88               | 1                | 2.56             | .919             | 6       | 2       | 4       | 376     | 18      | 0       | 2.87    | .909    |
| 2006–07      | «Флорида Пантерс»    | НХЛ          | 5                | 1                | 1                | 1                | 217              | 8                | 0                | 2.21             | .931             | —       | —       | —       | —       | —       | —       | —       | —       |
| 2007–08      | «Флорида Пантерс»    | НХЛ          | 17               | 8                | 6                | 1                | 935              | 35               | 2                | 2.24             | .935             | —       | —       | —       | —       | —       | —       | —       | —       |
| 2008–09      | «Флорида Пантерс»    | НХЛ          | 31               | 15               | 7                | 5                | 1636             | 74               | 3                | 2.71             | .924             | —       | —       | —       | —       | —       | —       | —       | —       |
| 2009–10      | «Колорадо Аваланч»   | НХЛ          | 71               | 38               | 25               | 7                | 4235             | 186              | 7                | 2.63             | .917             | 6       | 2       | 4       | 366     | 16      | 1       | 2.62    | .933    |
| 2010–11      | «Колорадо Аваланч»   | НХЛ          | 33               | 13               | 15               | 3                | 1810             | 99               | 0                | 3.28             | .897             | —       | —       | —       | —       | —       | —       | —       | —       |
| 2010–11      | «Оттава Сенаторс»    | НХЛ          | 18               | 11               | 5                | 1                | 1055             | 36               | 2                | 2.05             | .939             | —       | —       | —       | —       | —       | —       | —       | —       |
| 2011–12      | «Оттава Сенаторс»    | НХЛ          | 63               | 33               | 22               | 6                | 3492             | 165              | 3                | 2.84             | .914             | 7       | 3       | 4       | 419     | 14      | 1       | 2.00    | .933    |
| 2012–13      | «Оттава Сенаторс»    | НХЛ          | 24               | 12               | 9                | 2                | 1421             | 40               | 3                | 1.69             | .941             | 10      | 5       | 4       | 578     | 29      | 0       | 3.01    | .918    |
| 2013–14      | «Оттава Сенаторс»    | НХЛ          | 53               | 25               | 16               | 8                | 3000             | 150              | 4                | 3.00             | .911             | —       | —       | —       | —       | —       | —       | —       | —       |
| 2014–15      | «Оттава Сенаторс»    | НХЛ          | 35               | 14               | 13               | 8                | 2093             | 87               | 3                | 2.49             | .923             | 4       | 2       | 2       | 247     | 4       | 1       | 0.97    | .972    |
| 2015–16      | «Оттава Сенаторс»    | НХЛ          | 60               | 31               | 23               | 5                | 3478             | 161              | 4                | 2.78             | .916             | —       | —       | —       | —       | —       | —       | —       | —       |
| 2016–17      | «Оттава Сенаторс»    | НХЛ          | 40               | 25               | 11               | 4                | 2422             | 92               | 5                | 2.28             | .926             | 19      | 11      | 8       | 1178    | 46      | 1       | 2.34    | .922    |
| 2017–18      | «Оттава Сенаторс»    | НХЛ          | 58               | 23               | 25               | 6                | 3251             | 180              | 2                | 3.32             | .898             | —       | —       | —       | —       | —       | —       | —       | —       |
| 2018–19      | «Оттава Сенаторс»    | НХЛ          | 50               | 17               | 27               | 4                | 2786             | 163              | 2                | 3.51             | .903             | —       | —       | —       | —       | —       | —       | —       | —       |
| 2019–20      | «Оттава Сенаторс»    | НХЛ          | 34               | 11               | 17               | 2                | 1845             | 100              | 0                | 3.25             | .902             | —       | —       | —       | —       | —       | —       | —       | —       |
| 2020–21      | «Вашингтон Кепіталс» | НХЛ          | 4                | 2                | 1                | 0                | 169              | 6                | 0                | 2.13             | .915             | 2       | 1       | 1       | 112     | 5       | 0       | 2.68    | .929    |
| 2021–22      | «Баффало Сейбрс»     | НХЛ          | 31               | 17               | 12               | 2                | 1,868            | 97               | 0                | 3.12             | .897             | —       | —       | —       | —       | —       | —       | —       | —       |
| 2022–23      | «Баффало Сейбрс»     | НХЛ          | 26               | 11               | 11               | 2                | 1,491            | 76               | 1                | 3.06             | .908             | —       | —       | —       | —       | —       | —       | —       | —       |
| Усього в НХЛ | Усього в НХЛ         | Усього в НХЛ | 709              | 319              | 275              | 73               | 40,228           | 1,916            | 43               | 2.86             | .912             | 48      | 24      | 23      | 2,900   | 111     | 4       | 2.36    | .929    |

### Збірна
| Рік                | Команда            | Турнір             | І | В | П | Н | Хв  | ПГ | ІБГ | ПГГ  | %ВК  |
| ------------------ | ------------------ | ------------------ | - | - | - | - | --- | -- | --- | ---- | ---- |
| 2006               | США                | ЧС                 | 5 | 3 | 2 | 0 | 280 | 11 | 1   | 2.36 | .908 |
| 2008               | США                | ЧС                 | 2 | 1 | 1 | 0 | 64  | 6  | 0   | 5.61 | .714 |
| Національна збірна | Національна збірна | Національна збірна | 7 | 4 | 3 | 0 | 344 | 17 | 1   | 2.97 | —    |